# فاک یو (ترانه لی‌لی آلن)
«فاک یو» (به انگلیسی: Fuck You) ترانه‌ای از لی‌لی آلن است که در آلبوم این من نیستم، این تویی منتشر شد. این ترانه که مضمونی همجنسگرایانه دارد سومین تک‌آهنگ بین‌المللی لی‌لی آلن است.